# Victoriano Gamborena
Victoriano Gamborena, alias Arbast, fue un pelotari español.

## Biografía
De orígenes humildes, trabajó como ganadero y zapatero antes de que José Antonio Loinaz lo introdujese en el mundo de la pelota, en el que jugó tanto de delantero como de zaguero. Antonio Peña y Goñi, en La pelota y los pelotaris (1892), lo describe con las siguientes palabras:

Lo asombroso en Gamborena es precisamente la suma de habilidad, los prodigios de maestría que tiene que ostentar el pelotari para hallar en ellas un desquite á las deficiencias físicas. No conozco en la actualidad pelotari de cesta, á blé, más completo que Victoriano Gamborena, y desafío á que se me cite uno, uno tan solo, que le iguale en condiciones. Sabe atacar como ninguno, sabe defenderse como nadie. La pelota no tiene secretos para él, lo mismo en el juego delantero que en el de atrás.
(Peña y Goñi, 1892, pp. 158-159)

Benito Mariano Andrade esbozó otra descripción más del jugador en Carácter y vida íntima de los principales pelotaris (1894):

Victoriano es un jugador ágil, seguro, valiente en el revés-aire, de inteligencia sin par, fuerte en las ocasiones en que hace falta serlo, y en suma, que posee como ninguno el dón de dominar toda clase de juegos y jugadas de que se sirve cuando ha menester.
(Andrade, 1894, p. 31)